# Ruïnosa y las Strippers de Rahola
Ruïnosa y las Strippers de Rahola es una banda de subnopunk travesti catalana originaria de Barcelona. Su estilo musical y artístico en el escenario mezcla la estética del mundo del drag con el sonido y la identidad punk, indie y rock, incorporando un espectáculo eléctrico, enérgico y teatral, con maquillajes esperpénticos, letras irreverentes e irónicas sobre la comunidad LGBT, la política catalana y española y la religión. Desde 2022 han ganado popularidad en la escena underground de Barcelona actuando en lugares como el Festival My Heart Your Mouth, la Sala Meteoro, la Fiesta del Orgullo del Karmel y el Bar Maricón, entre otros. Además ganaron el concurso Distrite Musical Jove de Gràcia y la décima edición del del Sarao Drag de Futuroa en la Sala Apolo.
La banda está formada por cuatro personalidades travestis:
- Ruïnosa (Jaume Llagostera)
- Kalva Klein (Marcel Molina)
- Nico Lokao (Anna Castells)
- La Marrana Jurásica (Laura Pulido), conocida por colocarse una máscara de ET en la parte final de las actuaciones.

## Discografía

### Sencillos
- Soy Catalana (10 de marzo de 2023)
- Puta Renfe (14 de abril de 2023)
- Popper (14 de julio de 2023)
- Cura Cura (26 de abril de 2024)

### EPs
- Nuestra Infancia Travestida (6 de octubre de 2023)

### LPs
- Dictadura Travesti (2024)

### Colaboraciones
- ET.S feat. Ladilla Rusa (14 de marzo de 2024)